# María Tereza Montoya
María Tereza Montoya Pardavé (Ciudad de México, 17 de junio de 1900-1 de agosto de 1970) fue una actriz y empresaria teatral mexicana.

## Biografía
Nació el 17 de junio de 1900 en la Ciudad de México, en el callejón de La Buena Muerte, del barrio de Regina, en el centro histórico. Hija del actor y director de ascendencia española y socio fundador de la primera Unión de Actores Mexicanos, José Felipe Agustín Montoya Alarcón, y de Dolores Pardavé Bernal, también de ascendencia española, quien fuera tiple de zarzuela y opereta, tía del también conocido actor mexicano Joaquín Pardavé y del director de cine Miguel M. Delgado. Contrajo matrimonio en dos ocasiones, la primera con el actor y director español Julio César Rodríguez del Río en 1915, con quien procreó dos hijos, Juan Carlos Rodríguez Montoya y la actriz Alicia Rodríguez Montoya, y la segunda con el actor y director Ricardo Mondragón Roldán, con quien tuvo a la menor de sus hijos, la también actriz María Teresa Mondragón Montoya.

## Carrera artística
Para su carrera artística la Montoya cambió la "s" de su nombre por la "z". Debutó en el teatro a los tres meses de edad en la obra teatral El jorobado (también conocida como Enrique de Lagardere): al utilero se le había olvidado el muñeco que representaba a una niña de pecho y, no sabiendo qué hacer, su padre ordenó que le trajeran a su hija que se encontraba en el palco con su madre. Así fue cómo María Teresa apareció por primera vez en escena.
En 1908 fallece su padre, que había sido considerado uno de los mejores actores de su época y solía interpretar el género entonces llamado “de capa y espada” siendo Don Juan Tenorio y El jorobado sus dos grandes éxitos. Ella, su hermano y su madre padecen todo tipo de privaciones, a partir de esta fecha continúa trabajando en todas las compañías que requieren papeles infantiles (aunque sean de niño), y se convierte en la cabeza de la familia haciéndose cargo de su madre y de su hermano.
En 1911 en el teatro Hidalgo, hace su debut en octubre en la compañía de Pedro Vázquez como dama joven en la obra La madre de Santiago Rusiñol. En el teatro Colón en esa temporada alterna con Doña Dora Vila. En 1912 siendo aun niña, es contratada por la compañía de Gustavo Lara y Rosas Arriaga para hacer una gira por Oaxaca, Michoacán y Guadalajara. En 1913 ingresa a la compañía de Ricardo Mutio - Dora Vila. Obtiene su primer beneficio el sábado 13 de enero con la obra Fernanda, de V. Sardou, y durante dos años cosecha éxitos en el teatro mexicano.
María "Tereza" formó su primera compañía teatral a los 17 años de edad en 1917, gracias a la ayuda y apoyo del entonces General Pablo González Garza, quien la financió con tres mil pesos. Se inicia como empresaria teatral junto con su hermano, el también actor Felipe Montoya, y su entonces amigo de la infancia Ricardo Mondragón, con quien se casaría años después, y comienza una gira por el interior de la República que fracasa debido a su inexperiencia.
En 1918 forma parte de la compañía de Prudencia Grifell donde obtiene sus primeros éxitos en el teatro Colón con las obras El reino de Dios de Gregorio Martínez Sierra, y Los cachorros de Benavente. Al término de esa temporada, ese mismo año forma parte de la compañía de Julio Taboada y Mercedes Navarro en el teatro Ideal como dama joven en obras como: Una mujer sin importancia de Oscar Wilde, Vientos de oriente de M. Leugli y La Gioconda de Gabriele D’Annunzio. De allí pasa al teatro Virginia Fábregas con la compañía cómica de Luis G. Barreiro.
En 1919 debuta en cine con la cinta El automóvil gris y hace su debut como primera actriz en la compañía de Ricardo Mutio con la obra La pobre Bertha de Adrià Gual y Queralt, en el teatro Ideal. Esta temporada duró dos años con un estreno semanal de obras como: Amanecer, La calumniada, La reina de Tebas, El roble de la jaros y Un drama de Calderón, de Pedro Muñoz Seca. En mayo de ese año estrena Malvaloca de los Hermanos Álvarez Quintero y Lulu, de Salvador Bartolozzi.
En 1922 forma nuevamente su propia compañía e inicia una gira por todo el interior del país y el sur de EUA, Veracruz, Mérida, San Luis Potosí, Monterrey, Saltillo, Guadalajara, Colima, Mazatlán, Manzanillo, Tepic, Culiacán, Guaymas, Hermosillo, Navojoa, Nogales, Mexicali, Caléxico, Los Ángeles, Phoenix, El Paso, Tucson, Chihuahua (donde conoce al General Francisco Villa), Torreón, Durango, Aguascalientes, León y Querétaro. En 1923 le estrena la obra de teatro Cumbres de nieve a Catalina D'Erzell (Catalina Dulché y Escalante), a la sazón una de las dramaturgas más taquilleras de principios del siglo XX.
En 1924 la compañía de María "Tereza" hace una temporada en el teatro Virginia Fábregas hasta que el mes de mayo sale de gira a La Habana, Cuba. En 1928 realiza otra gira más por toda Latinoamérica, donde la prensa del Perú le entrega un cuadro de plata, y en Argentina se coloca una placa de bronce en el teatro de Santa Fe, donde se consagra con La sombra de Darío Niccodemi, y siguió con La malquerida, una obra que causó gran revuelo en Buenos Aires. En 1929 le entregan la medalla conmemorativa por las cien representaciones de dicha obra, en un homenaje con pergamino por los poetas uruguayos en el teatro Solís de Montevideo organizado por Juana de Ibarbourou.
Fue socia fundadora de la Asociación Nacional de Actores (ANDA), junto con su segundo esposo y un grupo selecto de actores, entre los que figuraban Mario Moreno "Cantinflas", Fernando y Andrés Soler, Jorge Negrete, Miguel Manzano, Jorge Mondragón, Carlos López Moctezuma, Sara García, José Elías Moreno y Felipe Montoya Pardavé, entre muchos otros.
En 1929 y 1934 se embarca desde Cuba y sale de gira a España después de que doña María Guerrero la había invitado; no se había logrado antes tan esperado encuentro pero finalmente viaja al Viejo Continente, donde presentó una serie de obras teatrales entre las que destaca La sombra de Darío Niccodemi y La mujer desnuda de Henry Bataille. Posteriormente representó y se consagra con La malquerida, obra del dramaturgo español y Premio Nobel de literatura (en 1922) Jacinto Benavente, en el Teatro Alcázar de Madrid,
Después de los éxitos obtenidos y el haber triunfado frente a críticos, dramaturgos y el pueblo español, el rey Alfonso XIII de Borbón, la cita en el Palacio de la Zarzuela a través del Duque de Miranda y el entonces embajador de México en España Enrique González Martínez, para felicitarla personalmente. La Montoya siguió con su gira programada por Bilbao, Valladolid, Salamanca, Zamora y San Sebastián. Ahí, en el teatro Kursaal, los reyes fueron a verla por segunda ocasión: esa noche presentaba Anfisa de Leonid Andréiev y obtuvo un notable éxito y grandes críticas. Siguió por Palencia, Burgos, Toledo, Albacete, Valencia y Zaragoza, con más éxitos y críticas maravillosas. Y volvió a Madrid, esta vez al teatro de la Zarzuela. Ya se hablaba de la caída del rey, y por esas fechas se anunció que terminaría su temporada en España. Había estado allí cinco años, y se le organiza una función de homenaje y despedida para su regreso a México la Agrupación de Amigos del Teatro Universal y el Círculo de Bellas Artes de Madrid la despiden como consagrada artista mexicana. Destacan las figuras de Federico García Lorca, Rafael Alberti, Pedro Muñoz Seca y Eduardo Marquina. Le regalan un álbum con más de quinientas firmas, muchas de las cuales provenientes de la cárcel, como las de Niceto Alcalá Zamora, Julio Álvarez del Vayo y Fernando de los Ríos.
La Montoya representó más de quinientas obras teatrales con los mismos éxitos, y su repertorio abarca desde piezas mexicanas y españolas hasta francesas, inglesas, italianas, alemanas, noruegas, norteamericanas y sudamericanas, entre las que destacan La pobre Bertha, La sombra, La de los ojos locos, Anfisa, La casa de Bernarda Alba, Zaza, La mujer desnuda, Del brazo y por la calle, Diferente, Locura de amor, La verdad sospechosa, La mujer X, Catalina de Rusia, La dama del alba, Madre Coraje o Los padres terribles. La prensa española y los medios de comunicación la llaman "María Tereza, argonauta del arte".

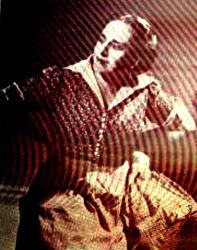
María Tereza Montoya en el 2º acto de La malquerida.

En 1934, regresa de España y se embarca nuevamente y sale de gira por Centroamérica, recibiendo medalla del teatro de San Salvador. Al término de su gira sale a España en una segunda gira que incluyó Barcelona, Manresa, Gerona, Figueras, Oviedo, León, Valencia y Madrid.
Ese mismo año, el entonces presidente de México Abelardo L. Rodríguez, le pide inaugurar el Palacio de Bellas Artes, y regresa a México para empezar los ensayos de La verdad sospechosa de Juan Ruiz de Alarcón, dirigida por Alfredo Gómez de la Vega. La inauguración, el 29 de septiembre, es todo un éxito y nunca dejó de presentar su amplio repertorio en tan ese recinto. En 1935 es remodelado el Teatro Lírico y se le impone el nombre de María Tereza Montoya, reinaugurándose con La noche del sábado, de Benavente. En 1936 sale de gira por todo el interior de la república mexicana y le entregan una placa del INBA por su relevante labor teatral, presentando obras de Catalina D´Erzell, J. E. Villanueva y Carlos Díaz Dufoo. Dos años más adelante realiza la cinta Perfidia dirigida por William Roulan, productor de la RKO Radio Pictures, y en 1939 la cinta Gema con María Elena Marqués, aunque siempre manifestó que el cine y ella no congeniaban. En 1940 realiza siete temporadas en Monterrey. 
A partir de 1941 y hasta su muerte, María Tereza Montoya estableció que los estudiantes entrasen a sus funciones gratuitamente, con sólo enseñar su credencial.
En 1945 realiza una gira más por toda la República Mexicana. En 1946 y 1948 realiza una gira más por todo Centro y Sudamérica recibiendo reconocimientos, premios, medallas de honor de parte de la prensa, críticos, poetas, dramaturgos y gobiernos de Argentina, Perú, Panamá, Ecuador, Uruguay, Paraguay, Cuba, Venezuela, Santo Domingo, Bolivia, Chile y Colombia, entre otros, gira que se ve interrumpida por el Bogotazo en Colombia. En 1949 recibe condecoración del estado de San Luis Potosí "Al mérito Artístico". En 1951 la Asociación de Críticos de Teatro le otorga el reconocimiento a la mejor actriz del año.
En 1952 inicia la construcción del teatro María Tereza Montoya en Monterrey, que se estrenaría cuatro años después, el 3 de febrero de 1956 con Corona de sombras de Rodolfo Usigli. Se colocó ese día, además, un busto en bronce de ella, esculpido por Francisco Albert, encargo de Jorge Negrete, en calidad de secretario general de la ANDA, pero del no pudo hacerle entrega, pues el charro cantor de México había fallecido en el ínter, y para esa fecha ya fungía como secretario general Rodolfo Landa. Ese mismo año edita su libro autobiográfico El teatro en mi vida, donde relata su trayectoria teatral desde sus inicios.
El 5 de diciembre de 1957, la Montoya inaugura también el teatro Jorge Negrete con las obras Malintzin y Medea americana, de Juan Sotelo Inclán. En 1959 sale nuevamente de gira por todo Centroamérica y Sudamérica donde recibe un reconocimiento de la Agrupación de Cronistas de Argentina "A la mejor actriz de habla hispana" y un reconocimiento de la Asociación Argentina de Actores.
Ese mismo año, a sus 61 años de edad, incursiona en la telenovela con El precio del cielo, y en 1960 participa en la telenovela Murallas blancas. En 1961 participa en Los padres terribles, de Jean Cocteau.
Allende el mar, recibió la Orden de las Palmas Académicas, otorgada por el gobierno de la República de Francia, a través de su embajador Guillaume Georges Picot el 14 de febrero de 1956, así como el nombramiento de Dama de la Orden de Isabel la Católica en 1932 por el gobierno Español así como la medalla del Círculo de Bellas Artes de Madrid y la Encomienda con placa de la Orden de Alfonso X el Sabio. Fue nombrada Embajadora Artística de México el 19 de febrero de 1947, por el entonces presidente, Miguel Alemán Valdés. En 1956 recibió la medalla Eduardo Arozamena por sus cincuenta años de trayectoria artística profesional y la ANDA le otorga el reconocimiento por su destacada labor en el extranjero en pro del arte escénico. Es acreedora a la más alta distinción que otorga el gobierno mexicano: la medalla la Legión de Honor, el 27 de junio de 1964.
A sus 66 años participa en la telenovela Gabriela. Dos años después, en 1966, fue nombrada la mujer del año por el Club de Mujeres Profesionales y de Negocios, y el gobierno de México a través del presidente Adolfo López Mateos le otorga una pensión vitalicia. Fue reconocida también como maestra de toda una generación de artistas, con un diploma como maestra fundadora de la Academia Nacional de las Bellas Artes. En 1968 participa en la telenovela Un grito en la oscuridad. Inaugura también, el 31 de diciembre de 1969, el teatro que lleva su nombre perteneciente al Instituto de Cultura del Gobierno de Michoacán.
Su última aparición en el escenario fue con la obra teatral Madre Coraje de Bertolt Brecht, y poco después se despide para siempre de los escenarios nacionales e internacionales. En 1970 la agrupación de Críticos de Teatro de México de manos del escritor Rafael Solana le otorga la medalla de honor "Las Palmas de Oro" por toda su trayectoria artística. Finalmente y después de una vida teatral muy intensa, María Tereza Montoya a la edad de 70 años y las 23:33 del 1 de agosto de 1970, a causa de un tumor cerebral y después de un par de intervenciones quirúrgicas fallece en su domicilio en la colonia Del Valle. Eligen el Palacio de las Bellas Artes para velarla, asistieron personalidades del medio artístico y cultural, permaneciendo por dos días en espera de la orden del entonces presidente Gustavo Díaz Ordaz, para ser sepultada en la Rotonda de las Personas Ilustres, lo que no se verificó por una injustificada decisión presidencial que aún no se explica, aún con las presiones que ejercieron la UNA, la ANDA, los gobiernos de Morelia, Monterrey, Guadalajara y Querétaro, críticos de arte, actores, periodistas, dramaturgos, poetas, pintores, pensadores, etcétera. Actualmente sus restos mortales descansan en el lote de actores de la ANDA en el Panteón Jardín de la Ciudad de México.
Después de tres años de su fallecimiento, en 1973 a petición del pueblo de Monterrey, el Teatro al Aire Libre de la alameda "Mariano Escobedo", se llama desde ese día "María Tereza Montoya". En 1997 la actriz vuelve a ser motivo de un homenaje póstumo en el XII Festival Iberoamericano de Teatro de Cádiz a través de la exposición "María Tereza Montoya, una vida dedicada al teatro", auspiciada por el Instituto Nacional de Bellas Artes y el Consejo Nacional para la Cultura y las Artes. Ya en 2008 y después de un año de trabajos de remodelación, el 14 de agosto el Departamento del Distrito Federal reinaugura el teatro María Tereza Montoya en la Ciudad de México.
Actualmente la Asociación Internacional de Críticos de Arte (México) instaura y otorga el diploma "María Tereza Montoya" a lo más destacado en el arte escénico. También la ANDA hace entrega la medalla “María Tereza Montoya” por méritos en el extranjero. 

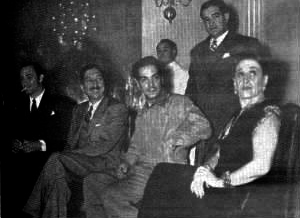
Reunión con el presidente Miguel Alemán Valdés en Palacio Nacional, de izquierda a derecha Jorge Negrete, El Presidente Miguel Alemán Valdés, Mario Moreno Cantinflas y María Tereza Montoya.

## Premios & reconocimientos

### Nacionales
- Los autores mexicanos a su Eximia Intérprete 10/29/1938.
- Diploma del Estado de Michoacán 8/2/1946.
- A.N.D.A. Verdadera impulsora y baluarte del Teatro Mexicano 12/13/1941.
- Condecoración del Estado de San Luis Potosí al mérito artístico en la reinauguración del Teatro “De la Paz” 1949.
- Escudo de armas de la Ciudad de Aguascalientes 2/03/1951.
- Diploma “Concha Méndez” Agrupación de críticos teatrales de México “La Mejor Actriz del Año” 1/29/1951.
- Medalla conmemorativa al XVI aniversario del Consejo Técnico Cultural de espectáculos del departamento del Distrito Federal 10/30/1953.
- Medalla del Gobierno y el Pueblo de Guanajuato 1953.
- Diploma del Ayuntamiento Constitucional de Santa Fe, de Guanajuato.
- En el 1.er. Aniversario de la inauguración del Teatro “Juárez” 10/1953.
- Diploma De la Agrupación de críticos de Teatro de México a “La mejor actriz del año” 12/31/1953.
- A.N.D.A. Diploma “Eduardo Arozamena”. En reconocimiento a sus relevantes servicios artísticos y patrióticos 1/1956.
- Diploma “Educadoras Rosaura Zapata” de Monterrey 3/7/1956.
- A.N.D.A. diploma en día del “Homenaje Nacional en Bellas Artes” 11/5/1956.
- Diploma “Maestras de Danza” Monterrey 3/7/1956.
- Diploma X.E.T. Vocero del Norte, Monterrey 3/15/1956.
- A.N.D.A. Por su destacada labor en el extranjero en pro del arte escénico 1/27/1956.
- A.N.D.A. Por sus relevantes méritos artísticos y su labor en beneficio del Teatro Mexicano. 12/05/1956.
- A.N.D.A. Diploma al mérito artístico 12/5/1957.
- La Mujer del año Por Ateneo de “Mujeres del año” 1963.
- Legión de Honor (México) 6/27/1964
- Diploma De honor del Patronato del Teatro Principal de Puebla 6/22/1968.
- Precursora del cine mexicano. Por su intervención en la película “El automóvil gris”
- A.N.D.A. Medalla a sus cincuenta años de “Labor Artística” 12/07/1969.
- Asociación Mexicana de críticos de Teatro 2/02/1970.

### Extranjeros
- Diploma De los Poetas del Uruguay 1929.
- Ministerio de la Educación Nacional de la República Francesa le concede “Las Palmas Académicas” 1951.
- Diploma de la agrupación de cronistas teatrales y cinematográficos de Rosario, República Argentina
- “A la mejor actriz de 1961”, por su labor en Los padres terribles, de Jean Cocteau 1961.
- De la Sociedad Hebraica Avoda, Rosario, República Argentina. Por “Mirra Efros” 10/30/1961.
- Diploma del Teatro Scala de Rosario, República Argentina
- Con motivo del Día Mundial del Teatro por su labor artística 3/27/1962.
- Cuadro de Plata Círculo de la Prensa del Perú 6/4/1928.
- Placa conmemorativa de su actuación en el Teatro de Santa Fe, República Argentina, 1928.
- Medalla conmemorativa 100 representaciones de La malquerida en Uruguay.
- Empresa del Teatro Solís de Montevideo, República de Uruguay 1929.
- Anillo Homenaje de los poetas uruguayos 1929.
- Medalla conmemorativa Inauguración del Teatro Nacional de San Salvador 1932.
- Medalla al Mérito Artístico, de la República Argentina, en 1948.
- Medalla de Bellas Artes al Mérito Artístico de la República de Guatemala 1962.

En Francia
- Orden de las Palmas Académicas de Francia Diploma y Medalla otorgado por la embajada de Francia 11/26/1951.

En España.
- Dama de la Orden de Isabel la Católica.
- Encomienda con placa de la Orden de Alfonso X el Sabio
- Medalla especial del Círculo de Bellas Artes de Madrid

### Estatuas colocadas en vida
- Busto en el Teatro “De la Paz” en San Luis Potosí, por el gobierno y patronato de S. L. P.
- Busto Teatro “María Tereza Montoya” en Monterrey.

### Galardones que llevan su nombre
- Asociación Mexicana de críticos de Teatro “Premio María Tereza Montoya a la mejor actriz del año”
- Medalla “María Tereza Montoya”. A.N.D.A.
- “Premio al mérito artístico en el extranjero” Medalla “María Tereza Montoya”.
- Premio de la Asociación de críticos a la mejor actriz del año “María Tereza Montoya”.

### Placas en México
- Placa conmemorativa de la inauguración del Palacio de Bellas Artes, otorgada por el D.D.F. 1934.
- Placa Del Departamento de Bellas Artes, por su relevante labor teatral. 6/09/1936.
- Placa conmemorativa de la inauguración del Teatro Jorge Negrete, 12/07/1959.
- En 1995 el Consejo Nacional para la Cultura y las Artes, a través del INBA, para “RÉQUIEM POR UNA TRÁGICA” colocó placa conmemorativa en las escalinatas del Palacio de las Bellas Artes.

### Reconocimiento
- En 1959, se inaugura el Teatro María Tereza Montoya en la ciudad de Monterrey (aparentemente uno distinto del que se inauguró en 1956) en la calle de Arramberi esquina con Villagran, colonia Centro, Monterrey, NL 61010. http://sic.conaculta.gob.mx/ficha.php?table=teatro&table_id=373
- En 2008 la Casa de la Cultura del Periodista, ubicada en Eje Central Lázaro Cárdenas 912, Ciudad de México, se reinaugura como teatro María Tereza Montoya. http://sic.conaculta.gob.mx/ficha.php?table=teatro&table_id=429